# ジョン・スコフィールド (音楽家)
ジョン・スコフィールド（John Scofield、1951年12月26日 - ）は、アメリカ合衆国のジャズギタリストである。ジャズ、フュージョン系のミュージシャンとして、セッションやソロで活動。

## 来歴

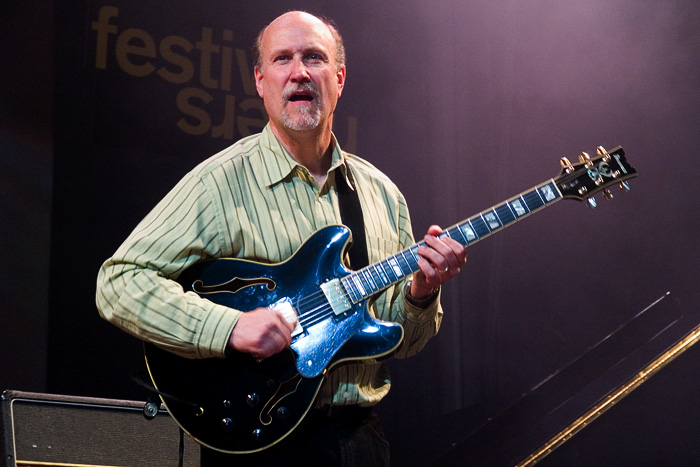
ドイツの音楽祭にて（2006年）

- 1951年 - オハイオ州デイトンに生まれる。
- 1974年 - バークリー音楽院卒業。プロとして演奏活動を始める。

ビリー・コブハムとジョージ・デュークのバンドに参加。
- 1976年 - パット・メセニーに替わってゲイリー・バートン・カルテットに加わり、レコーディング・アーティストとして日野皓正のアルバム『メイ・ダンス』に参加した縁で、1977年7月に日本で日野兄弟と録音した初のリーダー名義作品がトリオ・レコードからリリースされた[1]。また同年にエンヤ・レコードと契約してライヴ・アルバム作品をリリースしている。

この時期にチャールズ・ミンガスやディヴ・リーブマンのカルテットなどでキャリアを積み、ジョン・スコフィールド・トリオ名義などで、スティーヴ・スワロウとのコラボレーション作品を残している。
- 1982年 - 年末にマイルス・デイヴィス・グループに加入。アルバム『スター・ピープル』（1983年）『デコイ』（1984年）『ユア・アンダー・アレスト』（1985年）に参加、マイルス・デイヴィス・グループのメンバーとして1985年夏のツアーまで同行する。
- 1984年 - グラマヴィジョン・レコードと契約
- 1986年 - ベーシストのゲイリー・グレィンガーとドラマーのデニス・チェンバースとともに自身のグループをスタートする。自由な社風のグラマヴィジョンには1988年まで在籍し、最終作『フラット・アウト』（1989年発売）ではニューオーリンズのドラマー、ジョニー・ヴィダコヴィッチとミーターズ等の曲を演奏している。
- 1987年 - 10月、来日公演。そのライヴ録音は『ピック・ヒッツ・ライヴ』（1990年）としてリリースされた[1]。
- 1989年 - ブルーノート・レコードに移籍
- 1995年 - ハービー・ハンコックの『ニュー・スタンダード・バンド』に参加
- 1996年 - ヴァーヴ・レコードに移籍

グルーヴのある音楽を求めて1999年、メデスキ、マーティン・アンド・ウッドの協力を得て『A Go Go』を発表。踊る音楽のあるジャム・バンド・シーンに自らの演奏を展開してスコフィールド・バンドを結成、ギタリストのアヴィ・ボートニックやレタスのドラム、アダム・ダイチなどを起用する。
- 2005年 - グレイトフル・デッドのフィル・レッシュのバンド、フィル・アンド・フレンズに参加、グレイトフル・デッドの音楽を演奏する。
- 2006年 - メデスキ・スコフィールド・マーティン＆ウッド名義で即興演奏が中心のライヴを展開する。
- 2009年 - ニューオーリンズ録音のアルバム『パイアティ・ストリート』発表。ジョン・クリアリー、ジョージ・ポーターJr.、ジョン・ブッテらが参加し、ゴスペル色の強いサウンドを展開している。
- 2016年 - 第58回グラミー賞において最優秀ジャズ・インストゥルメンタル・アルバム（『パスト・プレゼント』）を受賞し、自身初のグラミー受賞を果たした[2]。
- 2017年 - 第59回グラミー賞最優秀ジャズ・インストゥルメンタル・アルバム（『カントリー・フォー・オールド・メン』）と最優秀インプロヴァイズド・ジャズ・ソロ（"I'm So Lonesome I Could Cry"）をダブル受賞[2]。
- 2019年 - 3月10日、ECMレコード移籍第1弾アルバム『スワロウ・テイルズ』を録音し、同作は2020年にリリースされた[3]。

## 使用機材

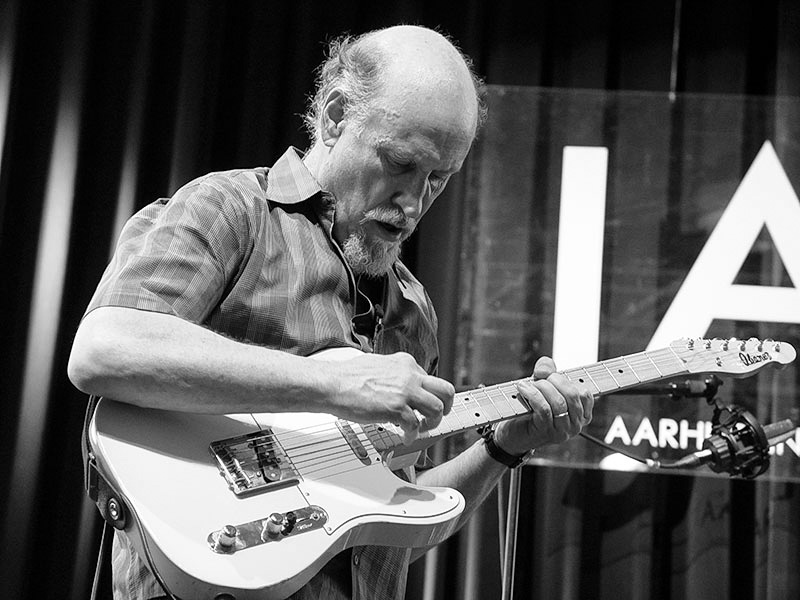
アイバニーズのテレキャスタータイプを弾くジョン・スコフィールド（2014年）

アイバニーズのセミ・アコースティック・ギターを使用し、2001年には同社の「AS200」を元にしたシグネイチャー・モデル「JSM」が発売されている。セミアコ+RAT+コーラスが基本のセッティングである。
アイバニーズのオールドのテレキャスタータイプやフェンダーのストラトキャスターも所有している。

## 演奏スタイル
わざと音を外したフレーズは、コンビネーション・オブ・ディミニッシュト・スケールが多用され独特の緊張感を与える。
インサイドから徐々に外していく場合（スケールアウト）、基準のキーから半音下のキーに移行していく手法も得意である。

## ディスコグラフィ

### リーダー作品
1970年代
- 『ジョン・スコフィールド』 - John Scofield (TRIO) 1978年。（「音響ハウス」における録音）
のち改題・再発 East Meets West (Black Hawk) 1987年。
- 『ライヴ』 - John Scofield Live (Enja) 1978年
- 『ラフ・ハウス』 - Rough House (Enja) 1978年
- 『フーズ・フー?』 - Who's Who? (Arista Novus) 1979年
- マーシャル・ソラール、リー・コーニッツ、ニールス＝ヘニング・エルステッド・ペデルセンと共同名義, Four Keys (MPS) 1979年

1980年代
- 『バー・トーク』 - Bar Talk (Arista Novus) 1980年
- 『シノーラ』 - Shinola（1981年12月録音） (Enja) 1982年
- 『アウト・ライク・ア・ライト』 - Out Like a Light（1981年12月録音） (Enja) 1983年
- 『エレクトリック・アウトレット 』- Electric Outlet (Gramavision) 1984年
- 『鯔背』→（改題）『スティル・ウォーム』 - Still Warm (Gramavision) 1986年
- 『ブルー・マター』 - Blue Matter（1986年9月録音） (Gramavision) 1987年
- 『ピック・ヒッツ・ライヴ』 - Pick Hits Live（1987年10月録音）(Gramavision) 1987年（来日公演のライヴ）
- 『ラウド・ジャズ』 - Loud Jazz（1987年12月録音）(Gramavision) 1988年
- 『フラット・アウト』 - Flat Out（1988年12月録音）(Gramavision) 1989年
- 『ギタリストの肖像』 - Time on My Hands（1989年11月録音）(Blue Note) 1990年

1990年代
- 『心象』 - Meant to Be（1990年12月録音）(Blue Note) 1991年
- 『グレイス・アンダー・プレッシャー』 - Grace Under Pressure（1991年12月録音）(Blue Note) 1992年
- 『ホワット・ウイ・ドゥ』 - What We Do (Blue Note) 1993年
- パット・メセニーと共同名義, 『ジョン・スコフィールド&パット・メセニー』 - I Can See Your House From Here（1993年12月録音）(Blue Note) 1994年
- 『ハンド・ジャイヴ』 - Hand Jive（1993年10月録音）(Blue Note) 1994年
- 『グルーヴ・イレーション』 - Groove Elation（1995年録音）(Blue Note) 1995年
- 『クワイエット』 - Quiet（1996年4月録音）(Verve) 1996年
- 『A GO GO』 - A Go Go (Verve) 1998年（メデスキ、マーティン・アンド・ウッドと初共演）
- ケニー・ギャレット、マイケル・ブレッカー、デヴィッド・フリーゼンと共同名義, Old Folks (West Wind) 1999年
- ハンス・ウルリク、ラース・ダニエルソン、ピーター・アースキンと共同名義, Shortcuts - Jazzpar Combo 1999（1999年3月録音）(Stunt) 2000年
- 『バンプ』 - Bump（1999年録音）(Verve) 2000年

2000年代
- 『ステディ・グルーヴィン』 - Steady Groovin': The Blue Note Groove Sides (Blue Note) 2000年
- 『ワークス・フォー・ミー』 - Works For Me（2000年1月録音）(Verve) 2001年
- 『ウーバージャム』 - Überjam（2001年7月～9月録音）(Verve) 2002年
- ScoLoHoFo名義, 『oh!』 - Oh! （2002年7月録音）(Blue Note) 2002年
- 『アップ・オール・ナイト』 - Up All Night (2002年12月、2003年1月録音）(Verve) 2003年
- マーク＝アンソニー・タネジと共同名義, Scorched（2002年9月録音）(Deutsche Grammophon) 2004年（ライヴ）
- 『アンルート』 - EnRoute: John Scofield Trio LIVE（2003年12月録音）(Verve) 2004年（ニューヨーク「ブルーノート」におけるライヴ）
- 『ザッツ・ホワット・アイ・セイ』 - That's What I Say: John Scofield Plays The Music Of Ray Charles (Verve) 2005年
- トリオ・ビヨンド名義, Saudades（2004年11月録音）(ECM) 2006年（ライヴ）
- メデスキ・スコフィールド・マーティン&ウッド名義, Out Louder（2006年1月録音）(Indirecto) 2006年
- メデスキ・スコフィールド・マーティン&ウッド名義, MSMW Live: In Case the World Changes Its Mind（2006年頃録音）(Indirecto) 2011年（ライヴ。CD 2枚組。）
- 『ディス・ミーツ・ザット』 - This Meets That（2006年9月～2007年4月録音）(EmArcy) 2007年
- 『パイアティ・ストリート』 - Piety Street (Universal Classics) 2009年

2010年代
- ヴィンス・メンドーザ、メトロポール・オーケストラと共同名義, 54 (EmArcy) 2010年
- 『ア・モーメンツ・ピース』 - A Moment's Peace (EmArcy) 2011年
- 『ウーバージャム・ドゥ』 - Überjam Deux（2013年1月録音）(EmArcy) 2013年
- メデスキ・スコフィールド・マーティン&ウッド名義, 『ジュース』 - Juice (Indirecto) 2014年
- 『パスト・プレゼント』 - Past Present（2015年3月録音）(Impulse!) 2015年（第58回グラミー賞受賞）
- 『カントリー・フォー・オールド・メン』 - Country for Old Men（2016年4月録音）(Impulse!) 2016年（第59回グラミー賞受賞）
- ジャック・ディジョネット、ジョン・メデスキ（英語版）、ラリー・グレナディアと共同名義, 『ハドソン』 - Hudson（2017年1月録音）(Motema Music) 2017年
- 『コンボ66』 - Combo 66（2018年4月録音）(Verve) 2018年
- 『スワロウ・テイルズ』 - Swallow Tales（2019年3月録音）(ECM) 2020年

2020年代
- 『ジョン・スコフィールド』 - John Scofield（2021年8月録音）(ECM) 2022年
- 『アンクル・ジョンズ・バンド』 - Uncle John's Band（2022年8月録音）(ECM) 2023年

### コンピレーション
- Best Of John Scofield (Blue Note) 1989年
- Slo Sco:The Best Of the Ballads (Gramavision) 1990年
- Liquid Fire: The Best Of John Scofield (Gramavision) 1994年
- Steady Groovin': The Blue Note Groove Sides (Blue Note) 2000年

## ＴＶ出演
- 『東京JAZZ  2009』 (NHK BShi)2009年9月28日,10月1日